# Есквін (король Ессексу)
Есквін (*Æscwine, Erchenwin, д/н —587) — король Ессексу в 527—587 роках.

## Життєпис
Есквін виводив свій рід від бога Водана. Близько 527 року східні сакси під проводом Есквіна переселилися з півночі Європи до Британії, де заснували королівство Ессекс.
Вважається, що Есквін правив східними саксами 60 років. Проте таке тривале володарювання Есквіна викликає сумнів у багатьох істориків. Більш імовірною є версія, відповідно до якої Есквін розпочав свою діяльність між 560 та 568 роками. До того часу вождем східних саксів був його батько — Оффа, який саме й прибув до Британії. За іншою версією Есквін у боротьбі проти Оффи, що правив частиною східних саксів, опирався на королівство Кент. У 547 році Оффі було завдано поразки. Той втік на північ. Слідом за цим тут став панувати Есквін. Напевне залишався намісником королів Кента на північ від річки Темзи.
Помер близько 587 року. Йому спадкував син Следда.